# Daniel Robert Jenky
Daniel Robert Jenky CSC (3 de março de 1947) é um prelado católico americano e bispo católico romano emérito de Peoria.
Daniel Robert Jenky entrou na Congregação da Santa Cruz e foi ordenado sacerdote em 6 de abril de 1974.
O Papa João Paulo II o nomeou Bispo Auxiliar de Fort Wayne-South Bend e Bispo Titular de Amantia em 21 de outubro de 1997. O Bispo de Fort Wayne-South Bend, John Michael D'Arcy, o consagrou em 16 de dezembro do mesmo ano; Os co-consagradores foram Agostino Cacciavillan, Núncio Apostólico nos Estados Unidos, e Charles Asa Schleck CSC, Oficial da Congregação para a Evangelização dos Povos.
Foi nomeado Bispo de Peoria em 12 de fevereiro de 2002 e empossado em 10 de abril do mesmo ano.
O Papa Francisco aceitou sua aposentadoria em 3 de março de 2022.